# Allez raconte !
Pour plus de détails, voir Fiche technique et Distribution.
Allez raconte ! est un film d'animation franco-luxembourgo-belge réalisé par Jean-Christophe Roger, sorti en 2010. C'est une adaptation en long-métrage de la bande dessinée du même nom de Lewis Trondheim et José Parrondo. La BD avait été adaptée par le même réalisateur en une série télévisée d'animation en deux saisons.

## Synopsis
Deux enfants, Pierre et Jeanne, inscrivent leur père à un concours télévisé de papas conteurs. Terrifié, Laurent, le papa, va devoir redoubler d'imagination pour faire bonne figure à côté de ses concurrents impitoyables. Ils rencontreront plusieurs autres personnages...

## Fiche technique
- Scénario : José Parrondo, Jean-Christophe Roger, Lewis Trondheim
- Producteur : Didier Brunner
- Sociétés de production : Les Armateurs, Mélusine Productions, 2 Minutes, Studiocanal
- Budget : 3 millions d'euros
- Pays de production :  France,  Luxembourg,  Belgique
- Langue : français
- Durée : 77 minutes
- Date de sortie : France 20 octobre 2010

## Distribution
- Éric Métayer : Laurent
- Élie Semoun : Eric
- Fred Testot : L'animateur
- Omar Sy : Momo
- Virginie Hocq : Marion
- Michael Gregorio : Chansons & Imitations
- André Chaumeau : Robert
- Renaud Rutten : Jean-Pierre
- Dominique Collignon-Maurin : Hubert
- Barbara Tissier : Brigitte
- Dorothée Pousséo : Corinne et Tom
- Donald Reignoux : l’arnaqueur

## Production
Le film est réalisé avec un tout petit budget (3 millions d'euros), à l'aide de la technologie Adobe Flash, et l'animation est réalisée en Europe, principalement en France, à Paris, et en Belgique. La production prend deux ans.

## Réception en France
Sorti en France le 20 octobre 2010, le film suscite des critiques variées, mais globalement moyennes. En juin 2011, le site AlloCiné attribue au film une moyenne de 2,85 sur une échelle de 5, fondée sur 13 titres de presse ; trois journaux attribuent au film la note de 4, cinq autres la note de 3, trois la note de 2 et un la note minimale.